# Utajona pierścieniowa plamistość truskawki
Utajona pierścieniowa plamistość truskawki (ang. latent ring spot of strawberry) – wirusowa choroba truskawki wywołana przez wirusa utajonej pierścieniowej plamistości truskawki (Strawberry latent ringspot virus, SLRSV).
Wirus SLRSV rozprzestrzeniany jest głównie przez nicienie. Wśród roślin uprawnych poraża głównie truskawki i maliny. U niektórych odmian truskawek powoduje plamistość liści i obumieranie pędów, wywołana przez niego choroba ma jednak znikome znaczenie ekonomiczne. U malin powoduje chorobę o nazwie utajona pierścieniowa plamistość truskawki na malinie, przebiega ona jednak bezobjawowo.